# Vackermyran
Vackermyran är ett naturreservat i Vilhelmina kommun i Västerbottens län.
Området är naturskyddat sedan 2016 och är 246 hektar stort. Reservatet omfattar ett myrområde med Järsvsjöån i norr.